# Mazzaspitz
Mazzaspitz är en bergstopp i Schweiz.   Den ligger i regionen Viamala och kantonen Graubünden, i den sydöstra delen av landet, 170 km öster om huvudstaden Bern. Toppen på Mazzaspitz är 3 164 meter över havet, eller 252 meter över den omgivande terrängen. Bredden vid basen är 1,6 km.
Terrängen runt Mazzaspitz är bergig norrut, men söderut är den kuperad. Runt Mazzaspitz är det mycket glesbefolkat, med 2 invånare per kvadratkilometer.. Närmaste större samhälle är Silvaplana, 16,9 km öster om Mazzaspitz. 
Trakten runt Mazzaspitz består i huvudsak av gräsmarker.